# Proleucinodes
Proleucinodes är ett släkte av fjärilar. Proleucinodes ingår i familjen Crambidae.
Kladogram enligt Catalogue of Life:
| Proleucinodes | \| \| Proleucinodes lucealis \| \| \| \| \| \| Proleucinodes melanoleuca \| \| \| \| \| \| Proleucinodes xylopastalis \| \| \| \| |
|               | \| \| Proleucinodes lucealis \| \| \| \| \| \| Proleucinodes melanoleuca \| \| \| \| \| \| Proleucinodes xylopastalis \| \| \| \| |
|               | Proleucinodes lucealis |
|               | |
|               | Proleucinodes melanoleuca |
|               | |
|               | Proleucinodes xylopastalis |
|               | |